# 2つの肖像
『2つの肖像』（ふたつのしょうぞう、Két portré）作品5（Sz.37、BB.48b）は、バルトーク・ベーラが1907年から1908年にかけて作曲した管弦楽曲。題名の通り2曲からなる。第1曲では独奏ヴァイオリンが活躍するが、これは生前には発表されなかったヴァイオリン協奏曲第1番の第1楽章を若干改訂したものである。第2曲は元の協奏曲の第2楽章から、ピアノのための『14のバガテル』作品6（Sz.38, BB.50, 1908年）の終曲「私の恋人は踊る」を管弦楽編曲したものに替えられている。
1911年2月12日に第1曲のみが『肖像』という題名で、ワルドゥバウエル・イムレのヴァイオリン独奏、クーン・ラースロー指揮のハンガリー国立交響楽団によって初演された。『2つの肖像』としての初演は1916年4月20日、バレー・エミルのヴァイオリン独奏、シュトラッセル・イシュトヴァーンの指揮により行われた。それに先立って1914年に出版された。
演奏時間は約13分。

## 楽器編成
独奏ヴァイオリン（第1曲のみ）、フルート2（ピッコロ1持ち替え）、オーボエ2（コーラングレ1持ち替え）、クラリネット2（バス・クラリネット、E♭管クラリネット持ち替え）、ファゴット2、ホルン4、トランペット2、トロンボーン3、ティンパニ、トライアングル、タムタム、小太鼓、大太鼓、シンバル、ハープ2、弦五部

## 構成
- 第1曲「理想的なもの」 (Ideális) - アンダンテ、8分の6拍子
- 第2曲「醜いもの」 (Torz ) - プレスト、8分の3拍子